# Adeonella majuscula
Adeonella majuscula är en mossdjursart som beskrevs av Hayward och Cook 1979. Adeonella majuscula ingår i släktet Adeonella och familjen Adeonellidae. Inga underarter finns listade i Catalogue of Life.